# گمینا اندرسپول
گمینا اندرسپول (به لهستانی:  Gmina Andrespol) یک گمینا در لهستان است که در شهرستان ووچ شرقی واقع شده‌است. گمینا اندرسپول ۲۳٫۷۷ کیلومتر مربع مساحت و ۱۲٬۱۵۱ نفر جمعیت دارد.